# Schurwald
Der Schurwald ist ein bis zu 514,7 m ü. NHN hoher, bewaldeter Höhenzug des Schwäbischen Keuper-Lias-Landes im Südwestdeutschen Schichtstufenland. Er liegt in Baden-Württemberg (Deutschland) im Gebiet des Stadtkreises Stuttgart sowie in den Landkreisen Esslingen und Göppingen, im Rems-Murr- und im Ostalbkreis.
Über Jahrhunderte versorgten die Wälder des Schurwaldes die Gemeinden und Städte der Umgebung mit Holz als Brenn- und Baumaterial. Dementsprechend rührt der Name „Schurwald“ von dem mittelhochdeutschen Wort „schure“ her, das so viel wie die Schur, das Scheren oder Kahlschlag bedeutet. Das Gebiet ist ein Naherholungsgebiet für den Großraum Stuttgart.

## Geographie

### Lage
Der Schurwald liegt östlich von Stuttgart und zieht sich in Ostrichtung unter anderem vorbei an Esslingen am Neckar im Südwesten und Schorndorf im Norden bis hin zum südwestlichen Lorcher Stadtteil Rattenharz an den Vorbergen der Schwäbischen Alb. Er nimmt die Höhen zwischen Neckar- und Filstal im Süden und dem Remstal im Norden ein. Im Ostteil des Schurwaldes, der von zahlreichen Bächen durchzogen ist, liegt das Hochwasserrückhaltebecken Herrenbach (Herrenbachstausee).

### Naturräumliche Zuordnung
Der Höhenzug liegt in der naturräumlichen Haupteinheitengruppe Schwäbisches Keuper-Lias-Land (Nr. 10) und in der Haupteinheit Schurwald und Welzheimer Wald (107) im Naturraum Schurwald (107.00; zu erwarten wäre 107.0).
Die meisten Nachbarn des Schurwaldes befinden sich ebenfalls im Schwäbischen Keuper-Lias-Land: So schließt sich im Norden der zur Untereinheit Remstal (107.1) gehörende Naturraum Mittleres Remstal und Schorndorfer Becken (107.10) an und im Nordosten der Naturraum Oberes Remstal (107.11). Im Osten liegt der in der Haupteinheit Vorland der östlichen Schwäbischen Alb (102) zur Untereinheit Albuchvorland (102.0) zählende Naturraum Rehgebirgsvorland (102.00). Im Südosten und Süden befindet sich der in der Haupteinheit Vorland der mittleren Schwäbischen Alb (101) zur Untereinheit Ostteil des Mittleren Albvorlands (101.3) gehörende Naturraum Schlierbacher Platte (101.33). Im Südsüdwesten schließt sich in der Haupteinheit Filder (106) der Naturraum Nürtinger-Esslinger Neckartal (106.20; 106.2) an und im Südwesten der Naturraum Schurwaldfilder (106.30; 106.3). Im Westen liegt die zur Haupteinheit Stuttgarter Bucht (105) gehörende Untereinheit Neckartrichter (105.1).
Ein kleinerer Grenzabschnitt des Schurwaldes verläuft aber auch zur Haupteinheitengruppe Neckar- und Tauber-Gäuplatten (12): Im Westnordwesten schließt sich innerhalb deren Haupteinheit Neckarbecken (123) und Untereinheit Waiblinger Bucht (123.2) der Naturraum Schmidener Feld (123.22) an und im Nordwesten der Naturraum Remstaltraufbucht (123.20).

### Berge
Zu den höchsten Erhebungen (usw.) im Schurwald und an dessen Rand gehören – sortiert nach Höhe in Meter (m) über Normalhöhennull (NHN):
- Hintere Schur (514,7 m), in Oberberken
- Kernen (512,7 m), mit Kernenturm, zwischen Fellbach und Wäldenbronn
- Brennten (503,9 m), zwischen Schorndorf und Schlichten
- Katzenkopf (493,2 m), zwischen Stetten und Wäldenbronn
- Nonnenberg (472,0 m), östlich von Schnait
- Katharinenlinde (471,8 m), mit gleichnamigem Baum und Aussichtsturm Katharinenlindeturm, zwischen Obertal, Rüdern und Uhlbach
- Kappelberg (469,0 m), mit Kappelbergtunnel, südlich von Fellbach; Westspitze des Naturraums
- Probst (446,1 m), zwischen Hegenlohe und Reichenbach an der Fils
- Weißer Stein (440,3 m; Kammsattel mit Denkmal), zwischen Aichschieß und Stumpenhof
- Württemberg (411,0 m), mit der Grabkapelle auf dem Württemberg, zwischen Rotenberg, Uhlbach und Untertürkheim
- Kappelberg (unter 405 m), Sporn zum Remstal bei Weinstadt-Beutelsbach

### Gewässer
Der Schurwald wird überwiegend südwärts entwässert, zur Fils oder ganz im Westen an der vergleichsweise kurzen Südwestgrenze über eher kurze Bäche direkt zum Neckar; unter den Abflüssen zur Rems im Norden haben erst die westlichen ab dem Bachsystem des in Endersbach mündenden Schweizerbachs eine größere Bedeutung. Ab hier ist der Naturraum durch ein paar schon zum Neckarbecken gerechnete Talbuchten sehr eingeengt. Auf dem östlichen Abschnitt dagegen, wo die Wasserscheide reliefarm dicht am Remstaleinschnitt verläuft, folgt dieser recht genau der historische Höhenweg Kaiserstraße etwa zwischen Lorch und Winterbach.
Gewässerübersicht:
Abflussbaum der größeren Fließgewässer, die den Schurwald entwässern, mit dem Neckar als Wurzel. Die Auswahlgrenze wurde bei etwa 3 km Gesamtlänge gezogen. In Normalschrift stehen Gewässer, die zumindest zum Teil im Schurwald laufen, kursiviert ihre Vorfluter außerhalb bzw. andere Vorland-Gewässer über der Auswahlgrenze, die ohne oder ohne entsprechend lange Zuflüsse ebenfalls merkliche Teile des Schurwaldes entwässern.
Neckar
- Fils (rechts)
  - Marbach (rechts)
    - Herrenbach (links)
      - Schliffbach (rechter Oberlauf bis zum Herrenbachstausee)
      - Kohlbach (links)

  - Nassach (rechts)
    - Herrenbach (linker Oberlauf)
    - Lochbach (rechter Oberlauf)
    - Fliegenbach (links)

  - Ebersbach (rechts)
  - Kirnbach (rechts)
  - Reichenbach (rechts)
  - Lützelbach (rechts)
- Forstbach (rechts)
  - Zeller Bach (linker Oberlauf)
- Hainbach (rechts)
  - Zimmerbach (rechts)
    - Krebsbach (linker Oberlauf)
- Rems (rechts)
  - Eichenbach oder Aichenbach (links)
  - (Schorndorfer) Eichenbach (links)
  - Dürrbach (links)
  - Weilerbach (links)
    - Brunnbach (links)

  - Lehnenbach, auch Lehenbach (links)
  - Schweizerbach (links)
    - Gunzenbach/Beutelsbach (wechselnde Oberlaufnamen)
      - Schlierbach (rechts)

  - Haldenbach (links)
    - Strümpfelbach (rechter Oberlauf)
    - Stettener Haldenbach (linker Oberlauf)

  - Beibach (links)

### Ortschaften
Zu den Städten und Gemeinden am oder innerhalb des Schurwaldes gehören:
- Adelberg
- Aichwald, mit Aichelberg, Aichschieß, Krummhardt, Lobenrot, Schanbach
- Altbach
- Baltmannsweiler, mit Hohengehren
- Birenbach
- Börtlingen, mit Breech und Zell
- Lichtenwald, mit Hegenlohe und Thomashardt
- Rechberghausen
- Wäschenbeuren
- Wangen
- Plochingen mit Stumpenhof
- Esslingen am Neckar, mit Hegensberg, Hohenkreuz, Innenstadt, Kennenburg, Kimmichsweiler/Oberhof, Krummenacker, Liebersbronn, Mettingen, Neckarhalde, Oberesslingen, Obertal, Rüdern, Serach, Sankt Bernhardt, Sulzgries, Wäldenbronn, Wiflingshausen, Zell
- Kernen, mit Stetten
- Lorch, mit Rattenharz
- Schorndorf mit Schlichten und Oberberken mit Unterberken
- Uhingen, mit Holzhausen und Nassachtal/Diegelsberg (Baiereck, Diegelsberg, Nassach, Nassachmühle)
- Ebersbach an der Fils mit den Ortschaften Büchenbronn und Krapfenreut
- Reichenbach an der Fils

## Geologie
Geologisch ist der Schurwald mit seinen zahlreichen Einschnitten eine durch rückschreitende Erosion zergliederte Schichtstufe, seine Gesteine sind Tone, Mergel und Sandsteine des Keupers (Keuperbergland). Der Höhenzug ist durch die Schichten der Angulatensandstein-Formation des Schwarzen Jura charakterisiert. Lokal kommt auch die Arietenkalk-Formation des Schwarzen Jura vor; es ist auch die Psilonotenton-Formation (früher als Lias alpha bezeichnet) des Unteren Juras zu finden.

## Geschichte und Wirtschaft

### Früher

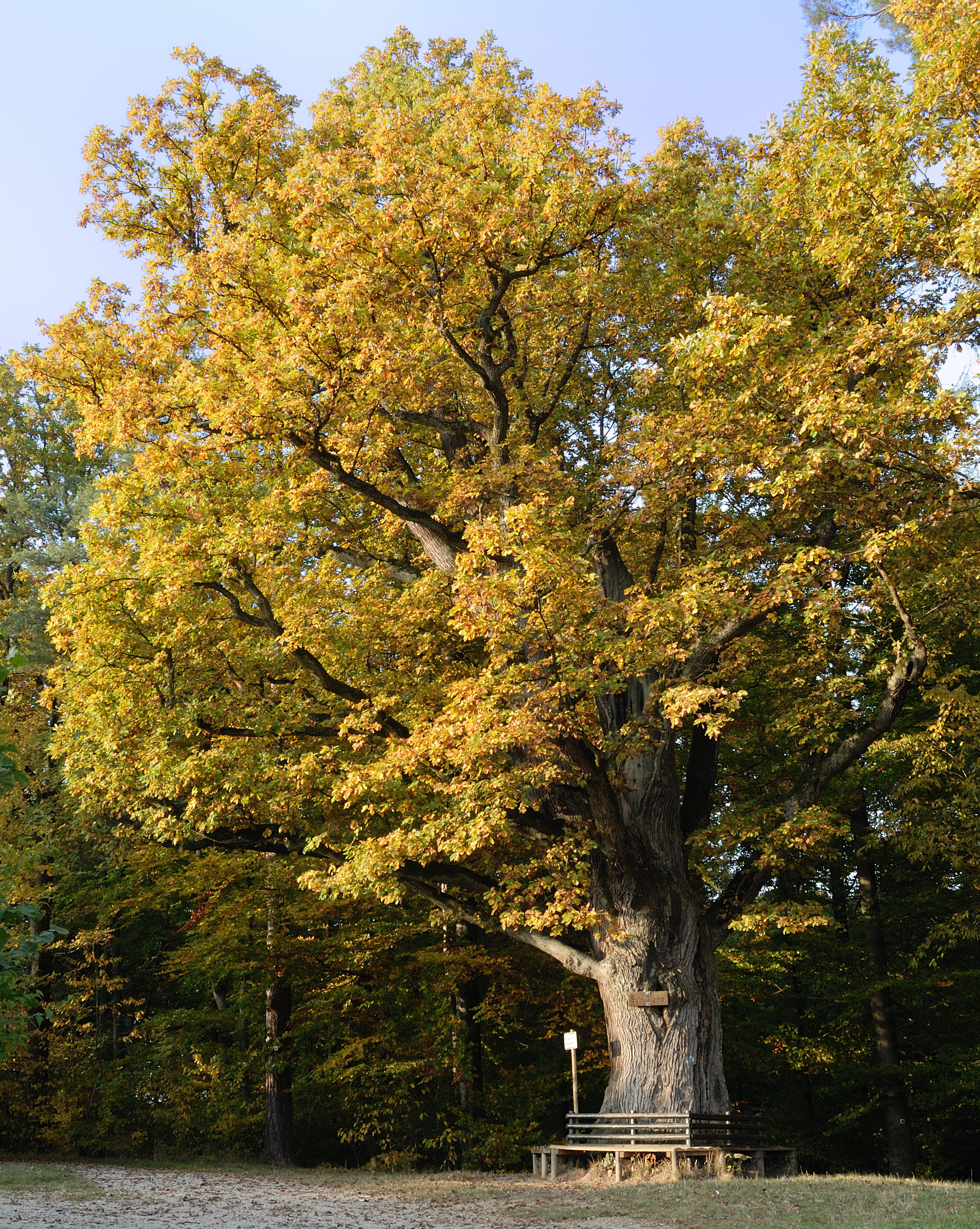
Bühleiche am Schurwaldrand bei Plochingen-Stumpenhof (von ca. 1648)

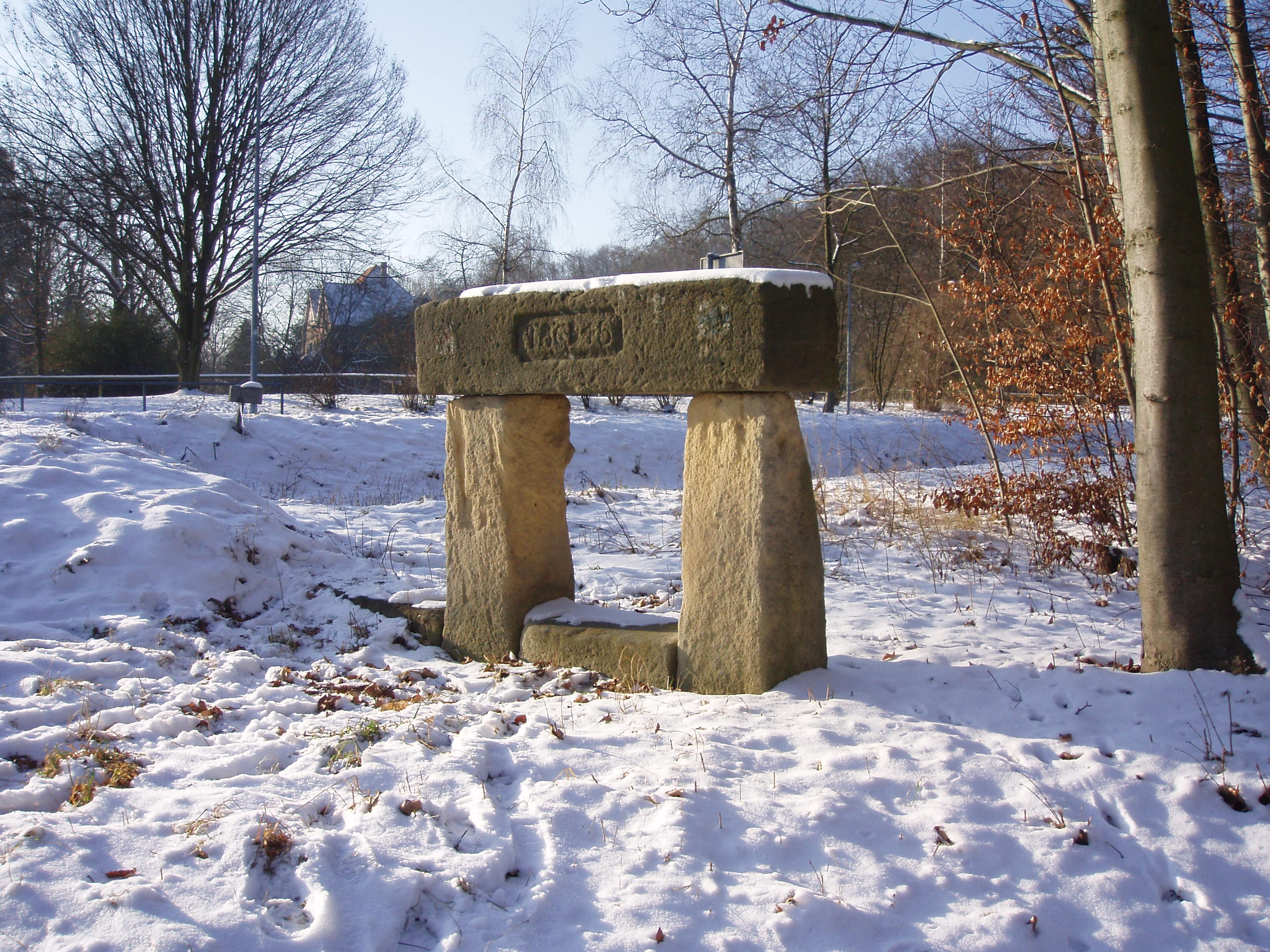
Eine Ruhbank am Schurwaldrand bei Esslingen-Liebersbronn (von 1846)

In der frühen Ausbauzeit nach der alemannischen Landnahme blieb das Gebiet des Schurwaldes mit seinen ausgedehnten Höhenzügen siedlungsleer, während die umliegenden Täler gerodet und besiedelt wurden. In der späten Ausbauzeit im 8. und 9. Jahrhundert war die Besiedlung der umliegenden Täler im Wesentlichen abgeschlossen, während erste Rodungssiedlungen auf Hochflächen im Waldgebiet entstanden, die urkundlich im 12. Jahrhundert erstmals greifbar werden (Oberberken 1110, Adelberg 1143, Schlichten 1185). Die Etter der Rodungssiedlungen waren dabei von weiteren gerodeten Feldflächen für den Ackerbau umgeben. Neben der dörflichen Besiedlung entstanden auch verschiedene Einzelhöfe, die jedoch größtenteils wieder eingegangen sind.
Im 15. Jahrhundert entstanden schließlich bei der Erschließung von engeren Tälern waldgewerbliche Siedlungen, in denen mit Holzkohle insbesondere Waldglashütten betrieben wurden. Diese Siedlungen waren oft nur von kurzer Dauer und wechselten ihren Standort, sobald die Umgebung abgeholzt war. Nur einige der früheren Hüttensiedlungen bzw. die sich daran anschließenden ärmlichen Wohnsiedlungen haben sich erhalten, dazu zählen Unterhütt und Baiereck im Nassachtal, einst eine der ärmsten Regionen Württembergs. Siedlungen mit städtischem Charakter haben sich im Schurwald nicht entwickelt. Verschiedene Versuche zur Gewinnung von Bodenschätzen im Schurwald, z. B. Steinkohle und Gold, scheiterten an den geringfügigen Lagerstätten. Lediglich der Abbau von Sandstein, Kies und Sand hat sich bis in die Gegenwart etablieren können.
Durch das Aufblühen der Städte ab dem ausgehenden Mittelalter setzte eine Landflucht ein, die zum Untergang zahlreicher Ortschaften im Schurwald führte. In den einst zum Kloster Adelberg zählenden Orten des Schurwaldes wurden die bäuerlichen Gehöfte als Fallgüter verliehen und blieben in ihrer Größe erhalten, allerdings hatte dadurch auch nur ein Teil der Bevölkerung die Chance auf ein eigenes bäuerliches Gut. In den altwürttembergischen Schurwaldorten führte die Erbteilung der als Erblehen vergebenen Güter zu einer starken Parzellierung und zu ärmlichen landwirtschaftlichen Verhältnissen. Beide Faktoren führten im 18. Jahrhundert zum Aufkommen der Weberei als häuslichem Nebengewerbe. Im frühen 19. Jahrhundert gab es viele „Bauernhandwerker“, die neben der Landwirtschaft ein Handwerk ausübten. Die Industrialisierung hat sich auf die Schurwaldorte nicht direkt ausgewirkt, sondern führte vielmehr zu einer weiteren Abwanderung der Bevölkerung in die industrialisierten Orte in umliegenden Tälern, wodurch auch die Zahl der ansässigen Handwerker wieder stark abnahm.

### Heute
Inzwischen spielen auf dem Schurwald die Weberei, das Handwerk, die Glasherstellung und die Landwirtschaft keine große Rolle mehr. Die angebauten Pflanzen sind wegen des kühleren Klimas typischerweise diverse Getreidearten und Hackfrüchte wie Zuckerrüben und Kartoffeln. Beeren- und Obstanbau (Streuobstwiesen) findet lediglich im vorderen Schurwald günstige Bedingungen. Der Wandel der Dörfer hin zu Arbeiterwohngemeinden hat nach dem Zweiten Weltkrieg und dem Aufkommen des Individualverkehrs zu einem Wachstum der Orte geführt. Die meisten Einwohner pendeln zwischen Esslingen am Neckar, Göppingen, Stuttgart oder dem Remstal und ihrem Wohnort.